# Moerascipres
De moerascipres (Taxodium distichum) is een bladverliezende naaldboom, die van nature voorkomt in het zuidoosten van Noord-Amerika. Tegenwoordig wordt hij wel ingedeeld in de cipresfamilie (Cupressaceae). In de Benelux is hij vaak in parken en als straatboom te vinden.
De moerascipres vormt, samen met enkele andere soorten, de uitzondering op de regel dat naaldbomen hun blad (naalden) niet jaarlijks verliezen. De bekendste uitzondering wordt gevormd door de lariksen (Larix). Ook de op de moerascipres lijkende watercipres (Metasequoia glyptostroboides) verliest 's winters zijn naalden.
De moerascipres vormt (op latere leeftijd; maar niet altijd) ademwortels.

## Beschrijving

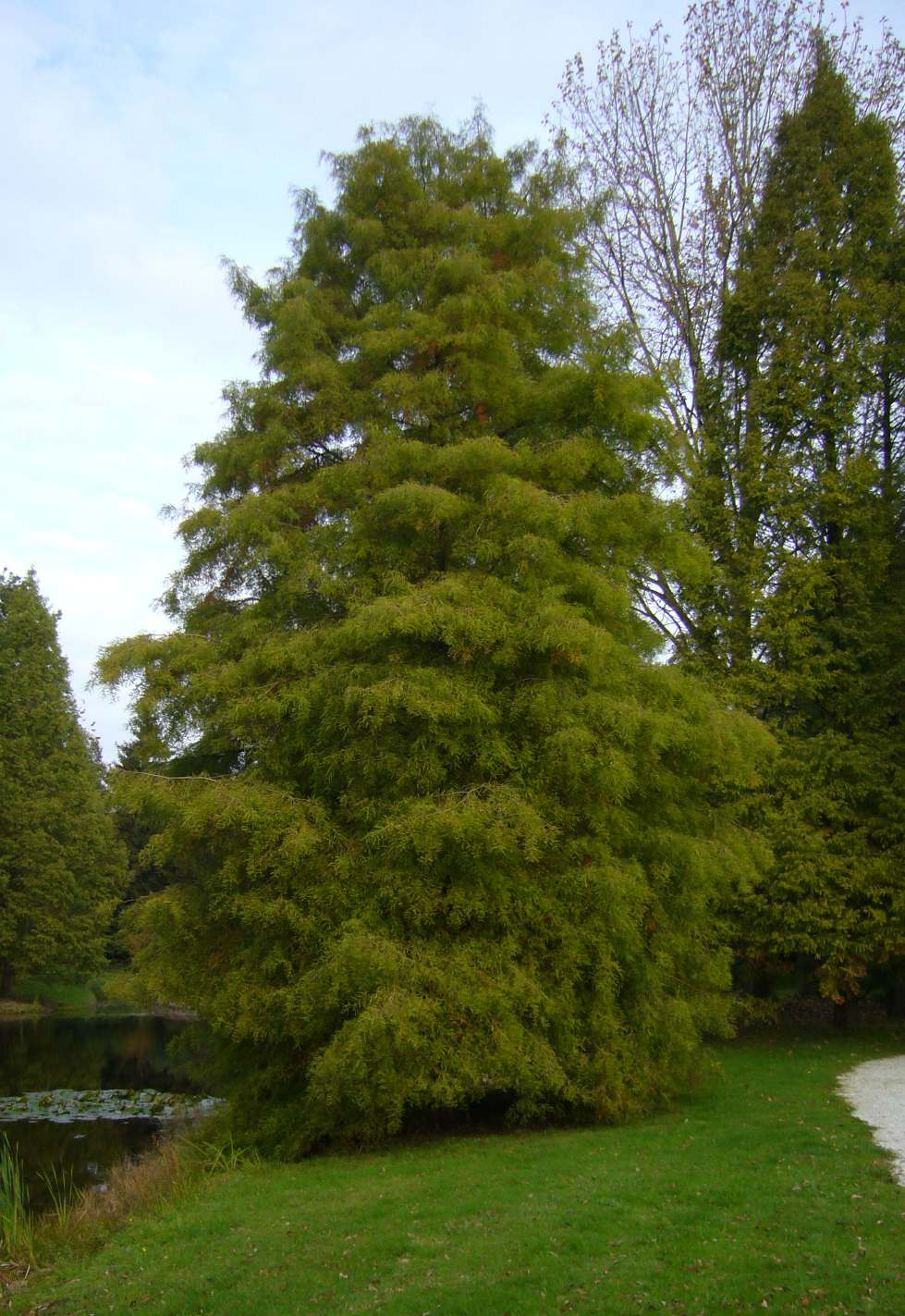
Moerascipres, rechts ervan een watercipres

### Grootte
Moerascipressen kunnen tot 45 meter hoog worden. De stam wordt tot drie meter dik, bij uitzondering tot vijf meter.

### Silhouet
Jonge bomen hebben een slanke piramidale vorm. De stam gaat met flauwe slingers omhoog. De top van de kroon is puntig tot afgerond en de takken spreiden zich horizontaal uit.

### Stam en schors

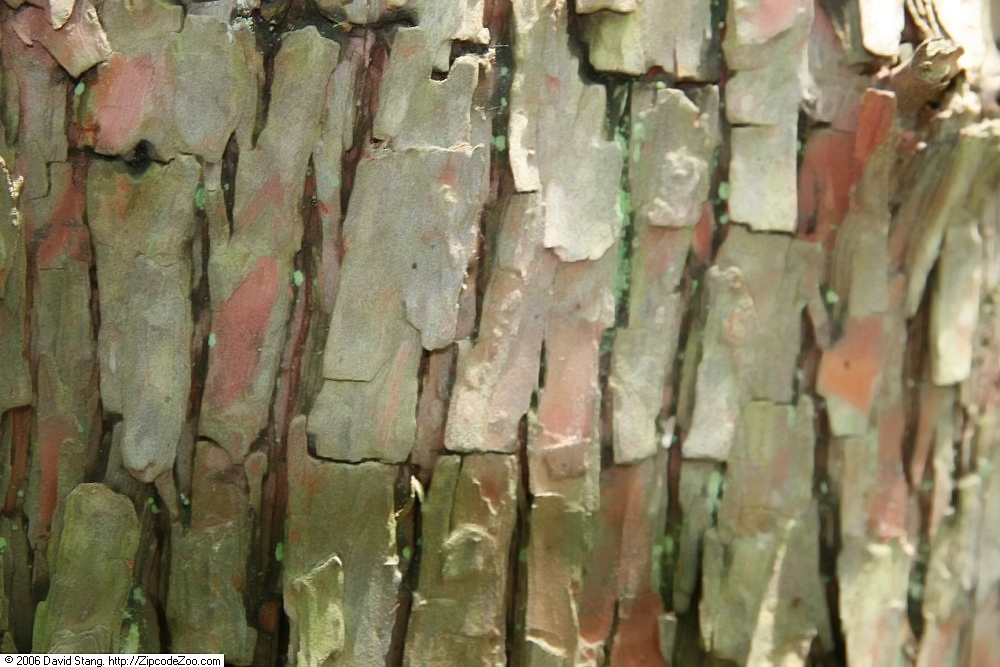
Schors

De stam is roodbruin en spiraalsgewijs draaiend. De schors heeft de neiging af te schilferen en is vezelig. Naar beneden toe loopt de stam in een brede geplooide voet uit.

### Takken
De takken zijn roodbruin, afschilferend en in de top sterk opgaand. Op oude twijgen verschijnen veel nieuwe kortloten die met elkaar zachte pluimen vormen. Deze kortloten zijn 5–10 cm lang en 1-1,8 cm breed, helgroen. Ze vallen in het najaar in hun geheel af. Aan de einden van de oude twijgen worden nieuwe twijgen gevormd die gestaag doorgroeien tot eind september.

### Knoppen
De knoppen zijn zonder loep niet waarneembaar.

### Naalden
Aan de langloten groeien schubvormige naalden, radiaal spiraalvormig afstaand. In de herfst kleuren de naalden eerst geel of oranje en later donkerrood of bruin.

### Bloeiwijze en vrucht

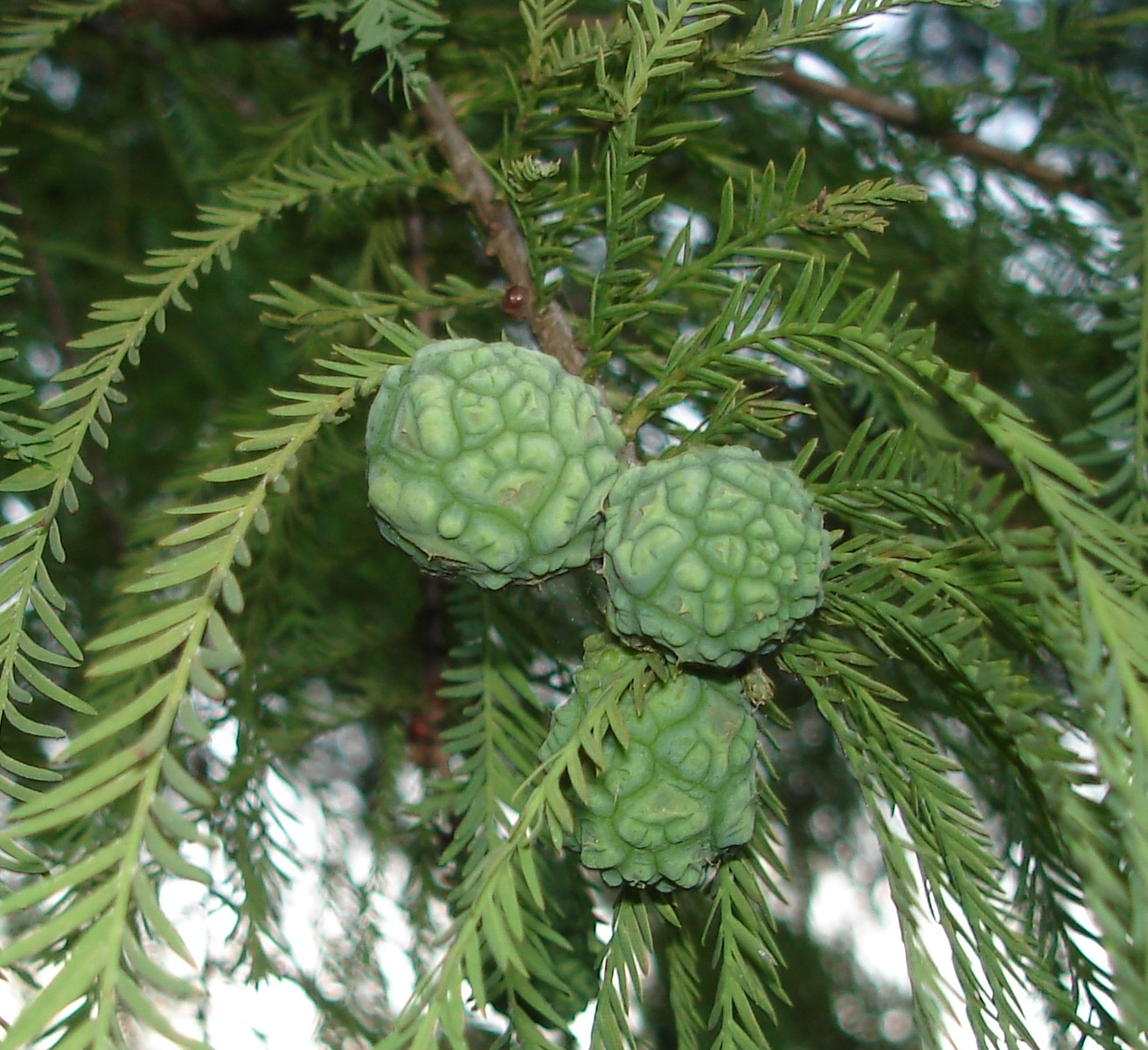
Vruchten

De moerascipres is eenhuizig en bloeit in het voorjaar, als het eerste groen weer verschijnt. De mannelijke geslachtsorganen zijn katvormig, hangend en 10–30 cm lang. De mannelijke geslachtsorganen verschijnen laat in de herfst. Ze worden geel en laten hun stuifmeel vrij in april. De vrouwelijke geslachtsorganen zijn 2 mm lange kleine groene kegeltjes, die aan de voet van de trossen met mannelijke geslachtsorganen zitten. De kegels zijn zittend, ovaalvormig, 2–3 cm lang, wratachtig, aanvankelijk groen, later bruin. De kegels zijn vooral in de winter goed te zien omdat ze dan niet tussen het loof verscholen zitten. De houtige schubben van de kegels sluiten goed tegen elkaar aan. Tussen de schubben zitten de zaden. Ze vallen bij rijping uiteen. De zaadjes zijn 5–6 mm groot, lichtbruin.

### Ademwortels

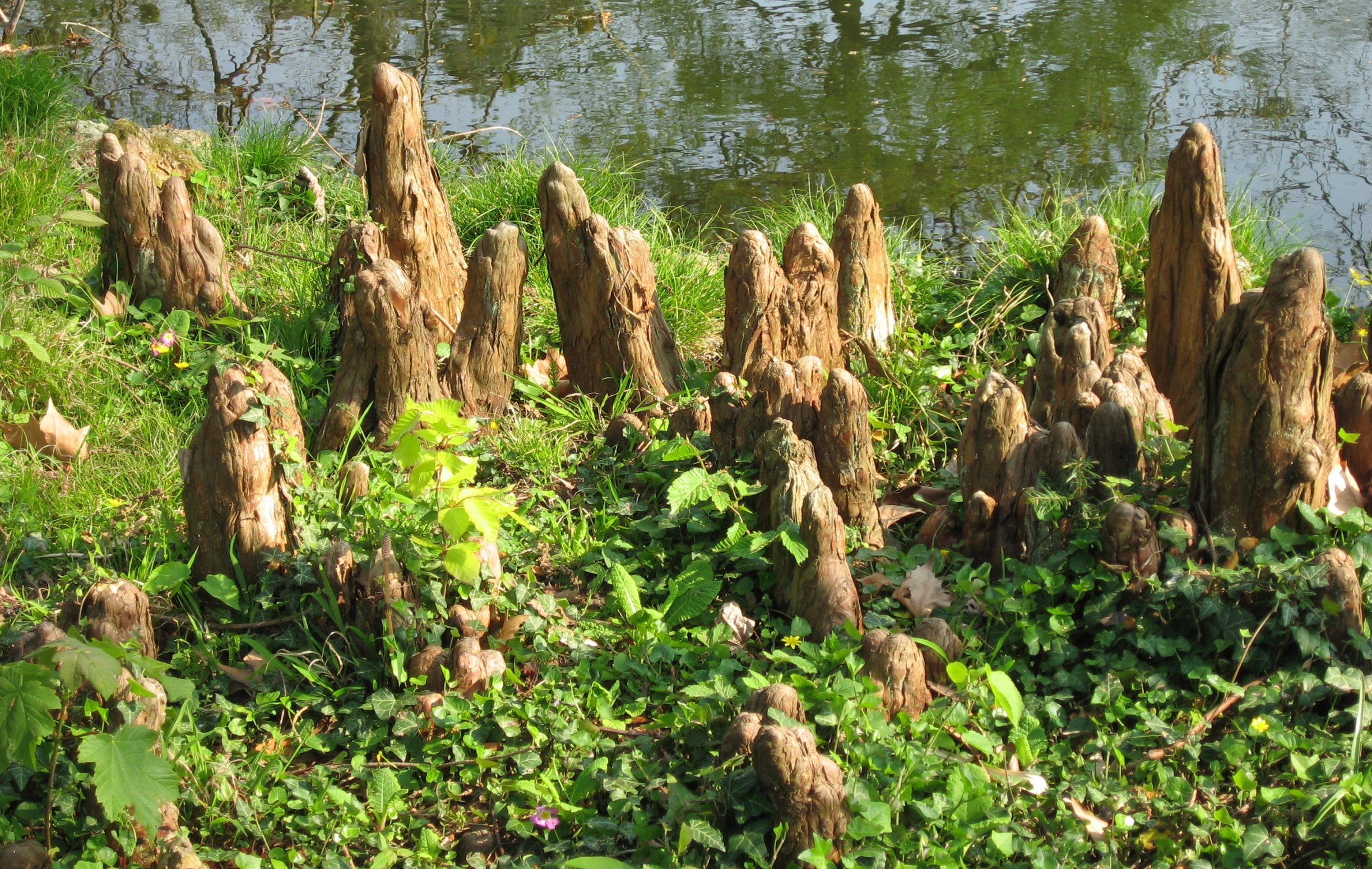
Ademwortels van de moerascipres

Moerascipressen kunnen ademwortels (pneumatoforen) maken. Rondom de boom verschijnen holle houten stompen, die 1,5–2 m hoog kunnen worden. Over het algemeen wordt aangenomen dat deze wortels de boom (die vaak met z'n voeten in het water staat) van lucht voorzien. In Nederlandse en Belgische parken zien we deze 'knietjes' meestal niet. Wel kan men vaak voelen dat de grond rond de boom zeer hard is: een stevige houten vloer van wortels.
Het wortelgestel is uitstekend ontwikkeld, waardoor ze zelfs in de modderigste grond niet omwaaien.

## Voorkomen
Voor de ijstijd, met name in het Plioceen, kwamen moerascipressen op het hele noordelijk halfrond voor, ook in België en Nederland. Van nature komen moerascipressen nu alleen nog voor in subtropische moerassen en rivieroevers in het zuidoosten van de Verenigde Staten. Ze kunnen daar heel oud worden. De oudste bekende levende moerascipres was minstens 2624 jaar oud (in 2018). Deze oude bomen hebben brede, onregelmatige kronen.

## Toepassingen
Het hout van de moerascipres is goed bestand tegen rotting. In Amerika wordt het o.a. gebruikt voor
dakbedekking, dakgoten en doodskisten.

## Cultivars
De eerste exemplaren zijn in 1640 in Engeland ingevoerd.
Inmiddels zijn een aantal cultivars in de handel. De bekendste is Taxodium distichum 'Nutans'.

## Oude bomen

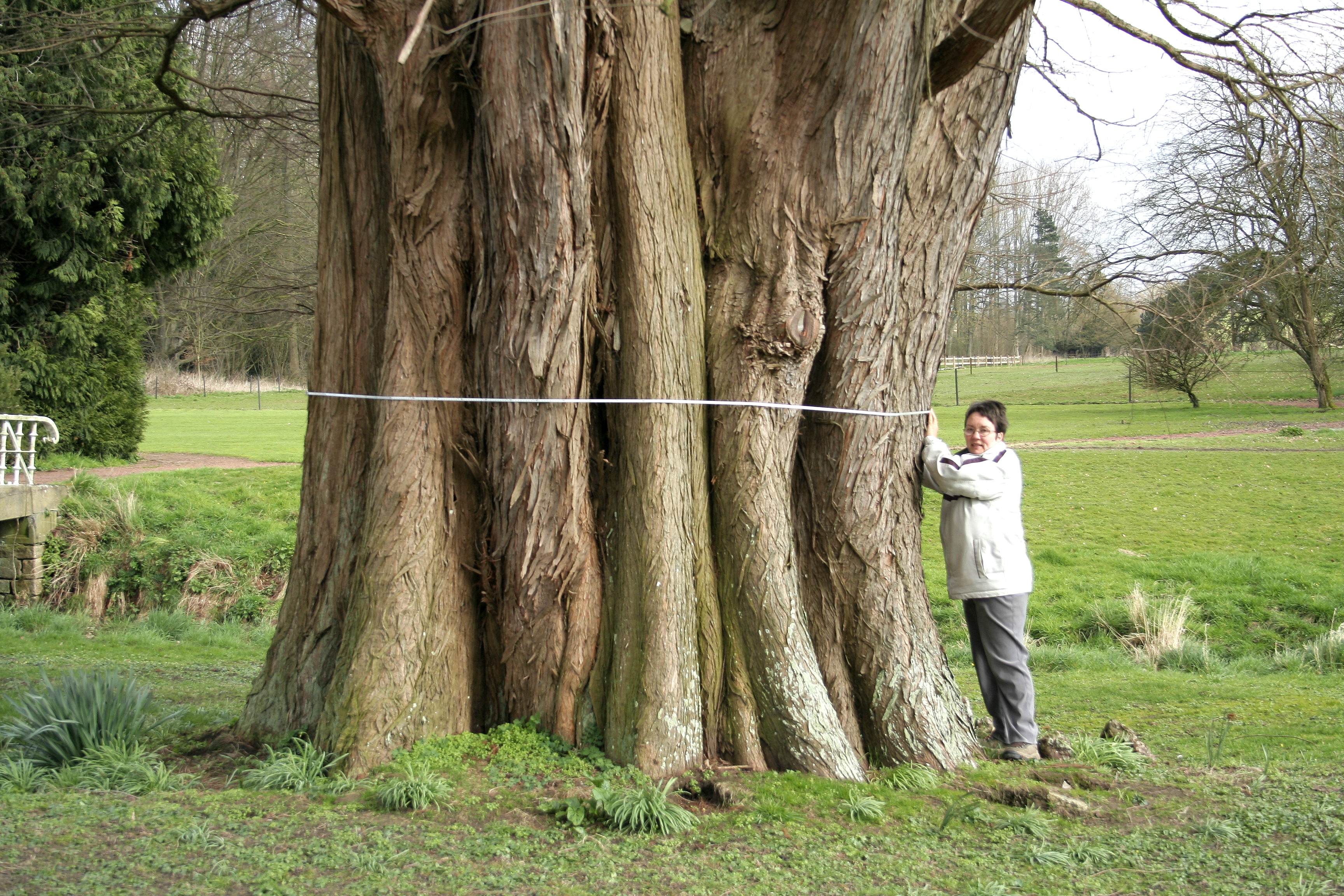
Moerascipres van Harveng

### In Nederland
- In Arboretum Trompenburg te Rotterdam staat een moerascipres uit 1870.
- In Park Sonsbeek te Arnhem stond een moerascipres uit circa 1835. De boom was 34 m hoog en had een stamomtrek van vijf meter. De boom is in 2023 omgewaaid.[8]
- Tegenover de waterpoort Monnikendam in Amersfoort staat een moerascipres die geplant is in 1830.[9]
- In park Rams Woerthe in Steenwijk staan vier moerascipressen langs de rand van de vijver. Ze zijn ruim voorzien van ademwortels (pneumatoforen).
- Bij huis Landfort in Megchelen (Gelderland) staan meerdere moerascipressen, een er van heeft ademwortels.

### In België
- Kasteel van Heule uit 1895 heeft een park met drie moerascipressen.
- In het kasteelpark van Marchienne te Harveng staat de grootste moerascipres van Europa.[10] Hij was in 1994 32 meter hoog en had in 2007 een stamomtrek van 860 cm op 150 cm hoogte.
- In het Engels Park vlak aan de Abdissenresidentie Herkenrode van de Abdij van Herkenrode staat een exemplaar met ademwortels en een omtrek van meer dan 266 cm.
- Op de Geosite Goudberg in Hoegaarden werden in 1970 en in 1990 versteende resten gevonden van enkele moerascipressen. Deze zijn ongeveer 55 miljoen jaar oud.
- Op het dorpsplein van Lotenhulle werd na het beëindigen van de Eerste Wereldoorlog een herdenkingsboom geplant, een moerascipres. In 2001 was de stamomtrek van 327 centimeter.

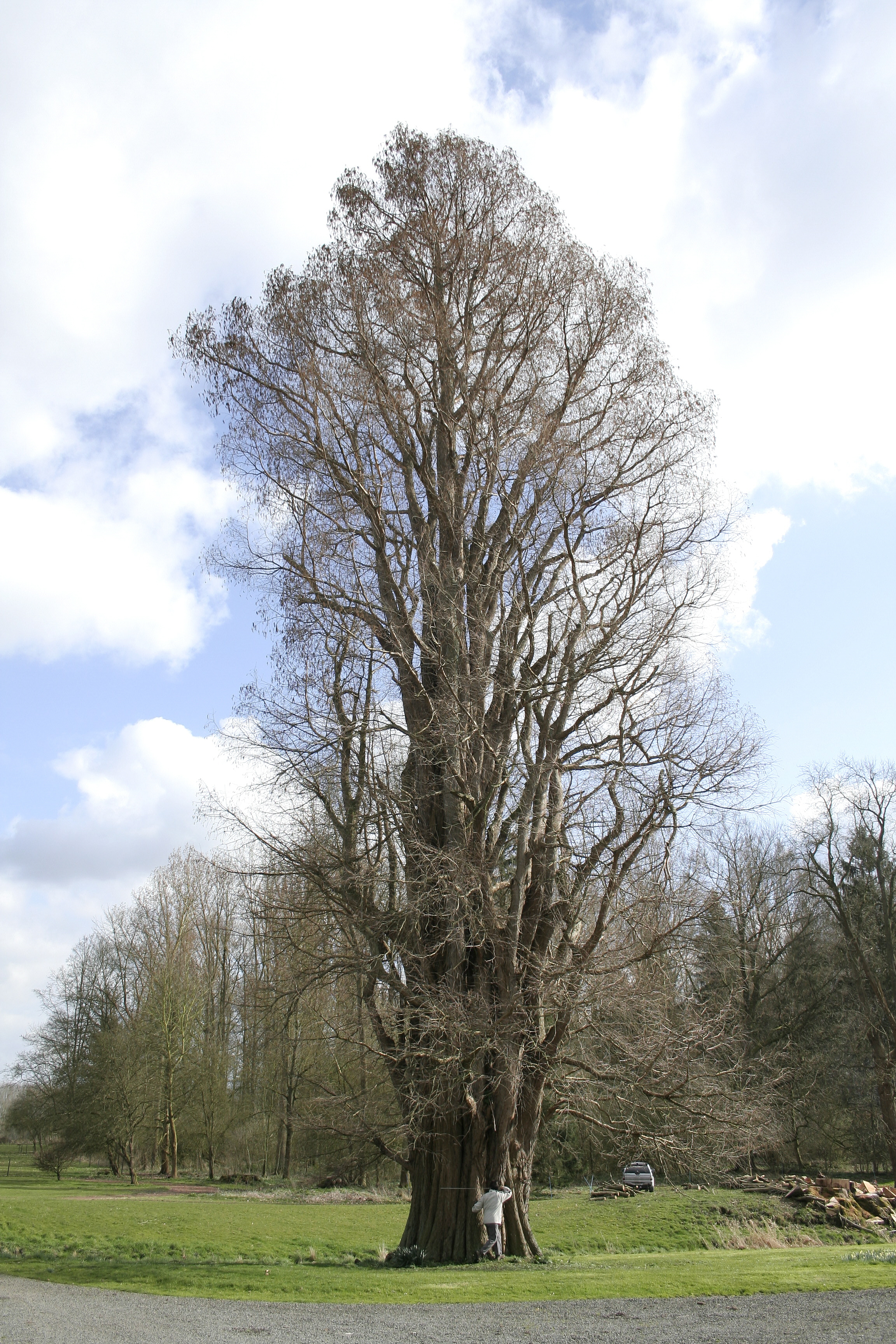
Moerascipres van Harveng
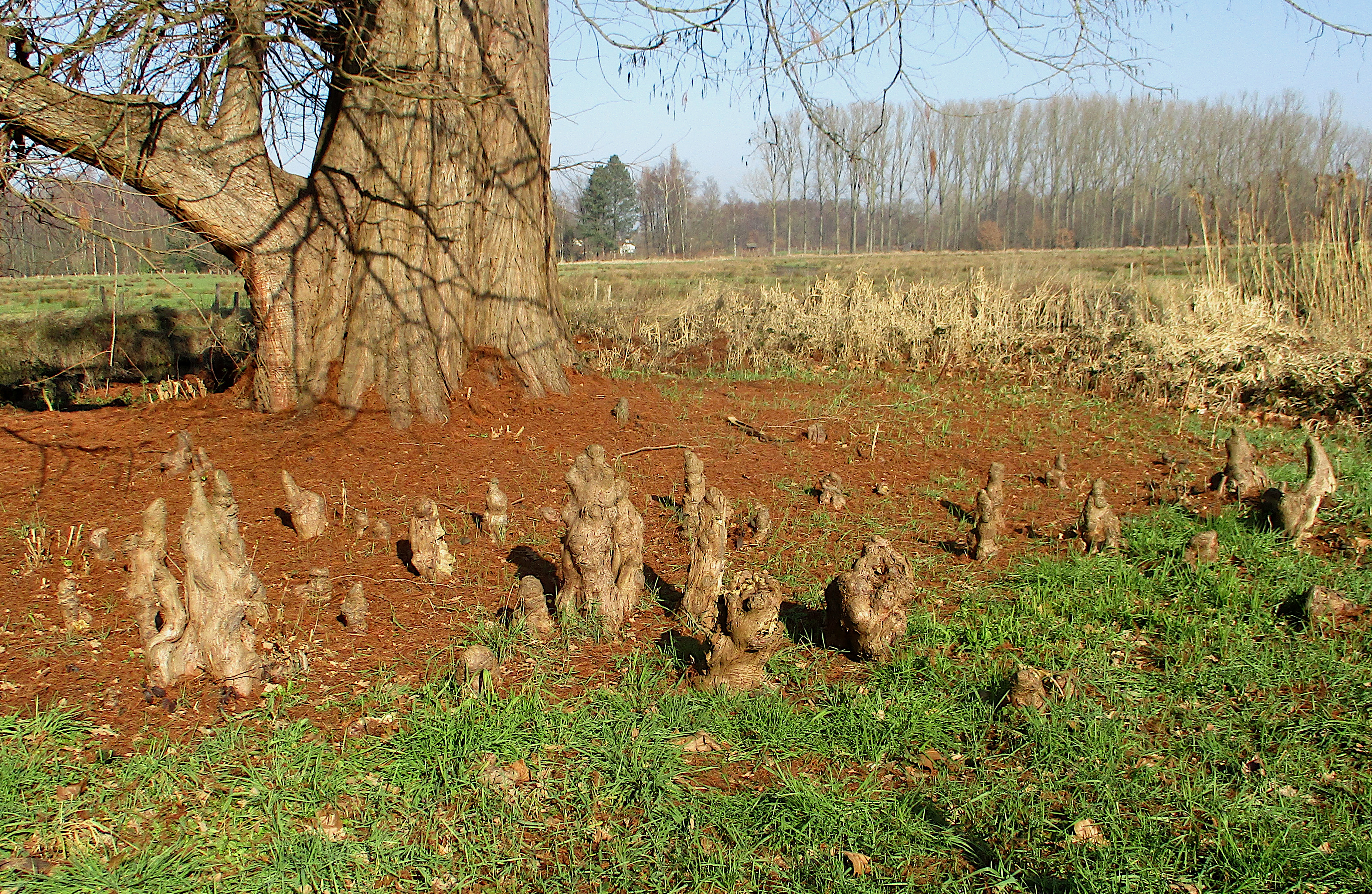
Ademwortels van moerascipres in Engels Park Herkenrode Hasselt
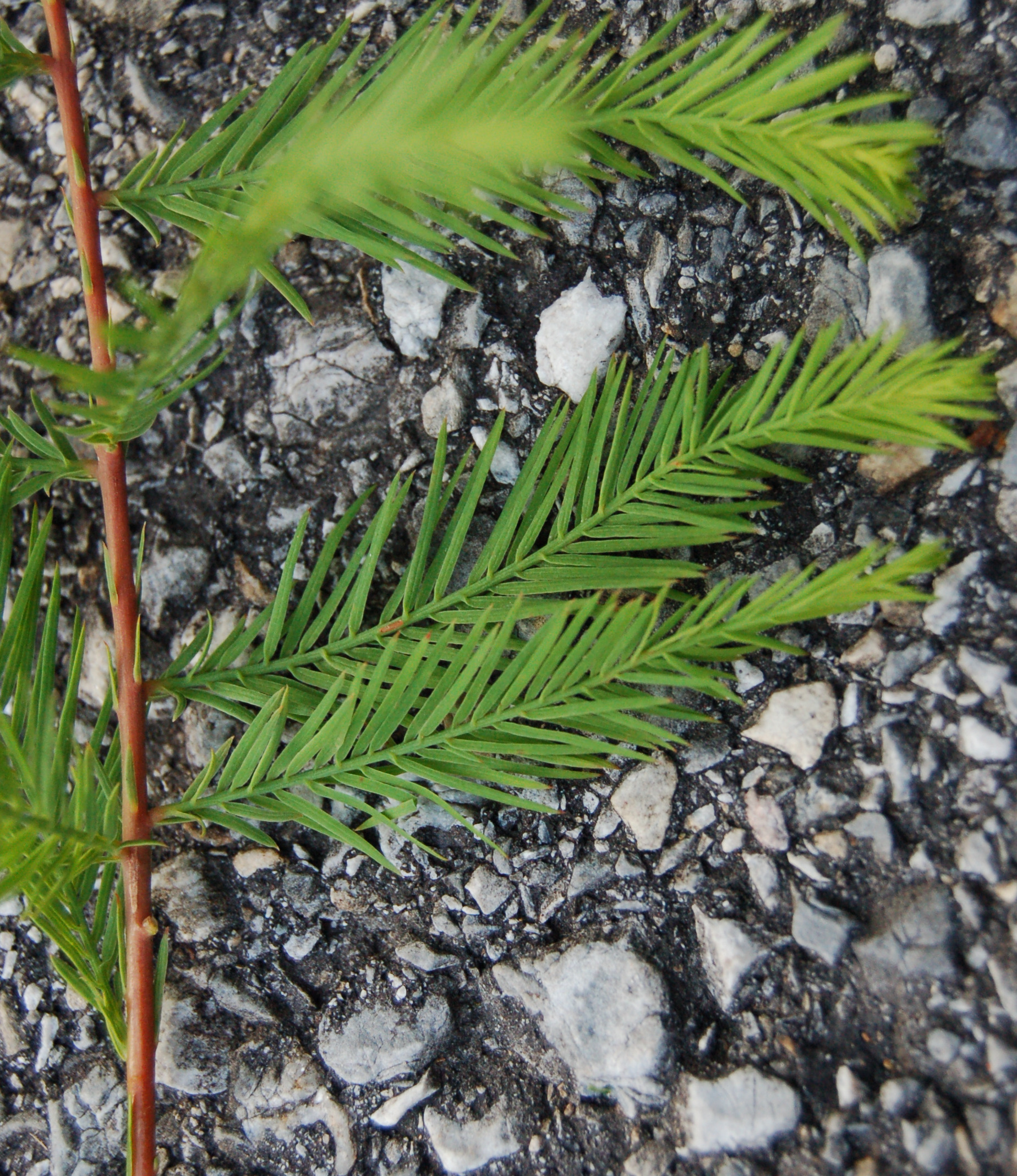
Een lang lot met enkele korte loten met de naalden in twee rijen
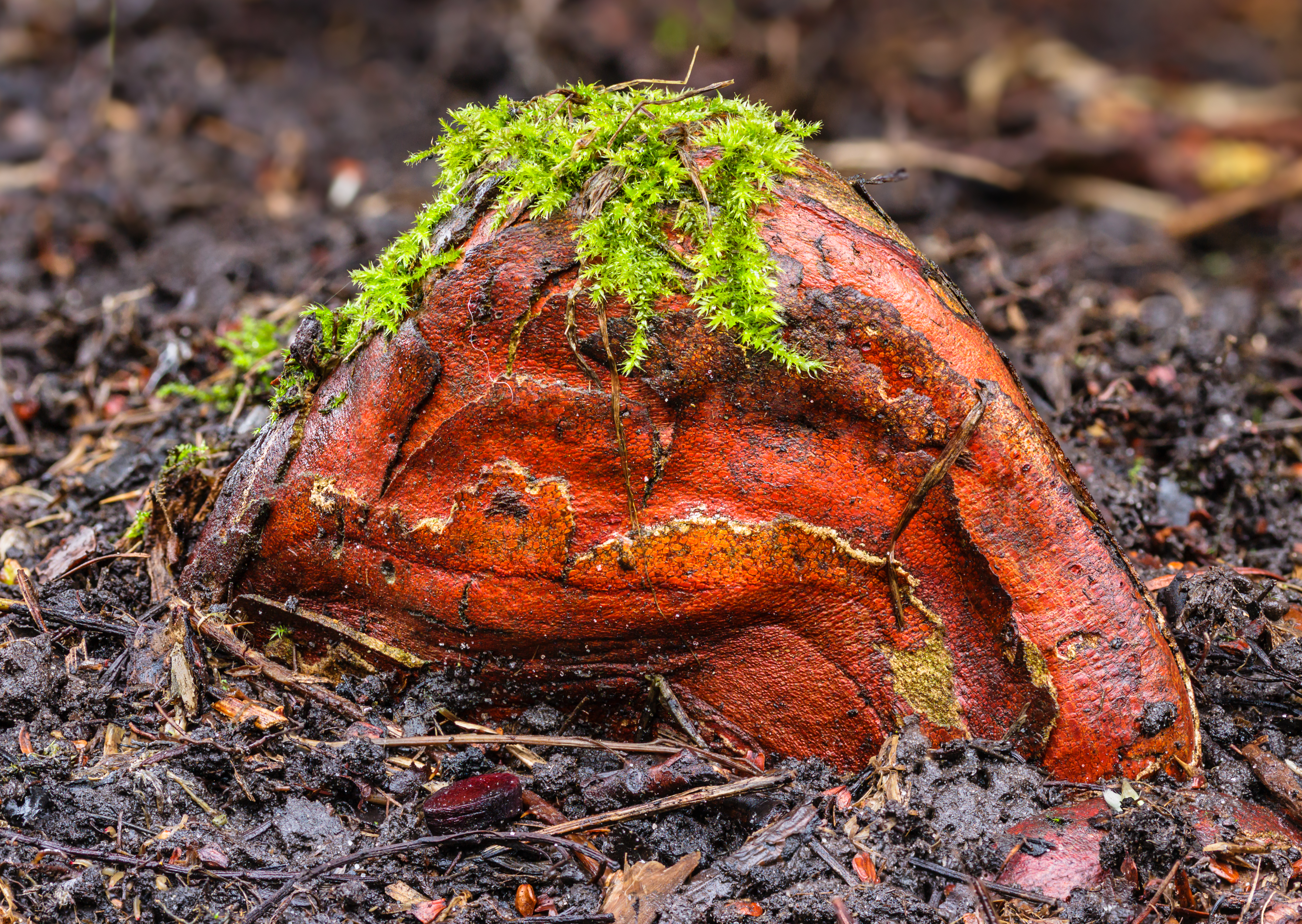
Jonge ademwortel.